# Zouhaier Chihaoui
Zouhaier Chihaoui is een Belgisch advocaat gespecialiseerd in mensenrechten. Hij werd vooral bekend als raadsman van de ter dood veroordeelde Iraanse VUB-docent Ahmadreza Djalali en enkele andere mediagenieke zaken.

## Biografie
Chihaoui is een Vlaming met Tunesische roots. Hij groeide op in Nieuw Gent.
Chihaoui studeerde rechten aan de VUB en is sinds 2010 advocaat aan de balie van Brussel. In 2014 richtte hij een advocatenkantoor op dat gespecialiseerd is in mensenrechten. In 2017 ligt hij aan de basis van de Human Rights Litigation, een organisatie die mensrechten in de advocatuur promoot.
De zaken met veel mediabelangstelling waren:
- VUB-docent Ahmadreza Djalali (2016, 2017, 2018)
- Affaire Lhermitte
- Veroordeling België in een zaak voor het EHRM betreffend opsluiting Afghaanse asielzoeker (2013)[4]
- Baby J (2008)[5]